# لیندن (هسن)
شهر لیندن (به آلمانی: Linden) در ایالت هسن در کشور آلمان واقع شده‌است.